# Диявольська танцівниця
«Диявольська танцівниця» (англ. The Devil Dancer) — американська мелодрама режисера Фреда Нібло 1927 року. Фільм був номінований на премію «Оскар» за найкращу операторську роботу.

## Сюжет
Місіонери гинуть в горах Тибету, залишаючи маленьку дівчинку. Вона стає талановитою танцівницею Такла. Тибетці навчають її ритуальних танців.

## У ролях
- Гілда Грей — Такла (диявольська танцівниця)
- Клайв Брук — Стівен Ателстан
- Анна Мей Вонг — Сада
- Серж Темофф — Беппо
- Михаїл Вавіч — Хассім
- Седзін Каміяма — Сейдік Лама
- Енн Шефер — Тана
- Альберт Конті — Арнольд Гатрі
- Марта Меттокс — Ізабель
- Балла Паша — Той
- Джеймс Б. Леонг — Великий Лама
- Вільям Г. Тукер — Латроп
- Клер Дю Брі — Одрі
- Нора Сесіл — Джулія
- Барбара Теннант — біла жінка